# Айріс Мердок
Дама Джин Айрі́с Ме́рдок (англ. Jean Iris Murdoch; 15 липня 1919, Дублін — 8 лютого 1999, Оксфорд) — британська письменниця і філософиня ірландського походження. Лавреатка Букерівської премії, лідерка за кількістю потраплянь до числа фіналістів (short list) Букера (шість разів). Дама-Командор Ордену Британської імперії. Мердок визнають однією з найкращих романісток XX століття і класиком сучасної літератури.

## Біографія
Народилася в англо-ірландській родині. Вивчала класичну філологію в Оксфордському університеті (Сомервіль коледж) (1938–1942) і філософію — в Кембріджському університеті (1947–1948). Викладала філософію в Оксфорді. Там само в 1956 році одружилася з Джоном Бейлі — професором англійської літератури, письменником і художнім критиком, з яким прожила близько 40 років. Дітей письменниця не мала.
Айріс Мердок написала 26 романів і є авторкою філософських і драматичних творів. Дебютувала в літературі романом 1954 року «Під сіткою». У 1987 році їй було присуджено звання Дами Командора ордена Британської імперії. У 1995 році Айріс Мердок пише свій останній роман «Дилема Джексона», який критика прийняла досить прохолодно. Останні роки життя письменниця боролася з хворобою Альцгеймера. Айріс Мердок померла 8 лютого 1999 року в будинку для літніх людей.
Про життя письменниці у 2001 році знято фільм «Айріс», де її втілили британські акторки Кейт Вінслет і Джуді Денч. Обидві за свої ролі були номіновані на здобуття премії «Оскар».
Архів паперів Айріс Мердок міститься в бібліотеці Університету Айови.

## Творчість
| Проза - Під сіткою (Under the Net) (1954) - Втеча від чаклуна (The Flight from the Enchanter) (1956) - Палац з піску (The Sandcastle) (1957) - Дзвін (The Bell) (1958) - Відрубана голова (A Severed Head) (1961) - Дика троянда (An Unofficial Rose) (1962) - Єдиноріг (The Unicorn) (1963) - Італійка (The Italian Girl) (1964) - Червоне і зелене (The Red and the Green) (1965) - Час ангелів (The Time of the Angels) (1966) - Гарні і хороші (The Nice and the Good) (1968) - Сон Бруно (Bruno's Dream) (1969) - Чесний програш (A Fairly Honourable Defeat) (1970) - Випадкова людина (An Accidental Man) (1971) - Чорний Принц (The Black Prince) (1973), переможець премії пам'яті Джеймса Тейта Блека - Свята і грішна машина кохання (The Sacred and Profane Love Machine) (1974), переможець літературної нагороди Вітбреда за прозу - Дитина слова (A Word Child) (1975) - Генрі і Като (Henry and Cato) (1976) - Море, море (The Sea, the Sea) (1978), переможець Букерівської премії - Черниці і солдати (Nuns and Soldiers) (1980) - Учень Філософа (The Philosopher's Pupil) (1983) - Школа чеснот (The Good Apprentice) (1985) - Книга і братерство (The Book and the Brotherhood) (1987) - Послання планеті (The Message to the Planet) (1989) - Зелений лицар (The Green Knight) (1993) | - Дилема Джексона (Jackson's Dilemma) (1995) - Щось особливе (Something Special) (1999) Філософія - Сартр: Романтичний раціоналіст (Sartre: Romantic Rationalist) (1953) - Суверенітет Добра (The Sovereignty of Good) (1970) - Полум'я і Сонце (The Fire and the Sun) (1977) - Метафізика як керівництво з Моралі: Записки з філософії і літератури (Metaphysics as a Guide to Morals: Writings on Philosophy and Literature) (1992) - Екзистенціалісти і містики (Existentialists and Mystics) (1997) П'єси - Відрубана голова (A Severed Head) (з Дж. Б. Прістлі, 1964) - Італійка (The Italian Girl) (з Джеймсом Саундерсом, 1969) - Три стріли та слуги і сніг (The Three Arrows & The Servants and the Snow) (1973) - Слуги (The Servants) (1980) - Акастос: Два платонічних діалога (Acastos: Two Platonic Dialogues) (1986) - Чорний Принц (The Black Prince) (1987) Збірки поезії - Рік птахів (A Year of Birds) (1978) - Вірші (Poems by Iris Murdoch) (1997) |